# Vollenhovia brevicornis
Vollenhovia brevicornis é uma espécie de formiga do gênero Vollenhovia, pertencente à subfamília Myrmicinae.